# Болюс (глина)
Болюс (лат. bolus, левкасна глина, лемноська земля) —  бурі, жовті та червоні глини, що містять велику кількість  оксиду заліза. Використовувався в текстильному виробництві як поглинач жирів; як харчовий барвник до появи синтетичних барвників. Використовувався раніше як ґрунтовка, зокрема художниками  Болонської школи, при цьому виявилося, що через якийсь час колір болюса пробивався крізь живопис, порушуючи тим самим колорит картин.
В даний час використовується як ґрунтовка при  золоченні, у вигляді пасти в суміші з  клеєм фіксує сусальне золото на виробі.
Болюс вживався в  кулінарії ряду національних кухонь (грецької, ассирійської, вірменської, єгипетської), а нині використовується у французькій, іспанській, португальській кухнях для підфарбовування їжі, іноді для посилення в'язкості деяких страв.

## Інтернет-ресурси
- Болюс в кулинарной энциклопедии [Архівовано 25 вересня 2020 у Wayback Machine.] (статьи из кулинарных словарей В.В. Похлебкина и Л.И. Зданович)
- Болюс//Словарь "Искусство" [Архівовано 16 березня 2022 у Wayback Machine.].